# セバスティアン・ツィミロティッチ
セバスティアン・ツィミロティッチ（Sebastjan Cimirotič、1974年9月14日 - ）は、スロベニアの元サッカー選手。元スロベニア代表。ポジションはフォワード。

## 来歴
1998年にスロベニア代表デビュー。2001年から多くの試合に出場、スロベニアとして初の出場となる2002 FIFAワールドカップのメンバーにも選ばれた。ワールドカップでは初戦・スペイン戦で1得点をあげ、スロベニア代表として初のワールドカップ得点者となった。2005年までに33試合に出場、6得点をあげた。

## 代表歴

### 出場大会
- スロベニア代表
  - 2002 FIFAワールドカップ

### 試合数
- 国際Aマッチ 33試合 6得点（1998年-2005年）[1]

| スロベニア代表 | 国際Aマッチ | 国際Aマッチ |
| 年             | 出場        | 得点        |
| -------------- | ----------- | ----------- |
| 1998           | 1           | 0           |
| 1999           | 1           | 0           |
| 2000           | 0           | 0           |
| 2001           | 9           | 1           |
| 2002           | 7           | 3           |
| 2003           | 4           | 1           |
| 2004           | 2           | 0           |
| 2005           | 9           | 1           |
| 通算           | 33          | 6           |